# Bäckebols kyrksal
Bäckebols kyrksal var en kyrkobyggnad som tillhörde Backa församling i Göteborgs stift. Den låg på Selma Lagerlöfs torg i stadsdelen Backa i Göteborgs kommun.

## Byggnaden
Bäckebols kyrksal låg i en av byggnaderna vid Selma Lagerlöfs torg. Den invigdes Trettondedag jul 1971. Utöver kyrksalen fanns även lokaler för andra verksamheter. De sista gudstjänsterna firades 30 maj 2021. Bäckebols Kyrksal stängdes på grund av ombyggnationer vid Selma Lagerlöfs Torg. Verksamheterna i Bäckebols Kyrksal har flyttats till Brunnsbokyrkan och Backa kyrka.

## Interiör
Kyrksalens fondvägg utmärktes särskilt av en metallskulptur med motiv ur Jesu liv. På skulpturen står bokstäverna INRI, vilket är en akronym som i svensk översättning står för "Jesus från Nasaret, judarnas konung" vilket var den inskription som sattes på Jesu kors för att tala om vad han var anklagad för.